# Зейдлиц-Курцбах, Фридрих Вильгельм фон
Барон Фри́дрих Ви́льгельм фон Зе́йдлиц-Ку́рцбах (нем. Friedrich Wilhelm von Seydlitz-Kurzbach; 3 февраля 1721, Калькар — 8 ноября 1773, Олау) — прусский военачальник, командующий кавалерией армии Фридриха Великого.

## Биография
Фридрих Вильгельм фон Зейдлиц-Курцбах родился 3 февраля 1721 года в городе Калькар в семье прусского кавалерийского офицера барона Даниэля Флориана фон Зейдлиц-Курцбаха. Происходил из древнего силезского дворянского рода фон Зейдлиц, впервые упомянутого около 1287 года.
Получил хорошее образование[прояснить]. В 1738 году поступил на военную службу корнетом кирасирского полка маркграфа Бранденбург-Шведтского (в дальнейшем кирасирский полк № 5). Во время войны за австрийское наследство проявил решительность и храбрость. В 1743 году произведён в ротмистры, в 1745 году — в майоры, в 1752 году — в подполковники, в 1755 году — в полковники. 11 мая 1757 года назначен шефом кирасирского полка № 8.
Показал себя умелым кавалерийским командиром в Семилетнюю войну. В неудачном для Пруссии сражении при Колине Зейдлиц, находясь во главе кавалерийской бригады, решительно атаковал пять полков австрийской пехоты и кавалерии, прикрыв отступление прусской армии, за что произведён в генерал-майоры. Успешно командовал кавалерией Фридриха II в битвах при Росбахе (за отличие в этом сражении награждён орденом Чёрного орла и произведён в генерал-лейтенанты), Цорндорфе, Фрайберге. Действия 3ейдлица отличали тщательная подготовка войск, смелое и быстрое маневрирование и перестроение боевых порядков кавалерии, стремительность атак.

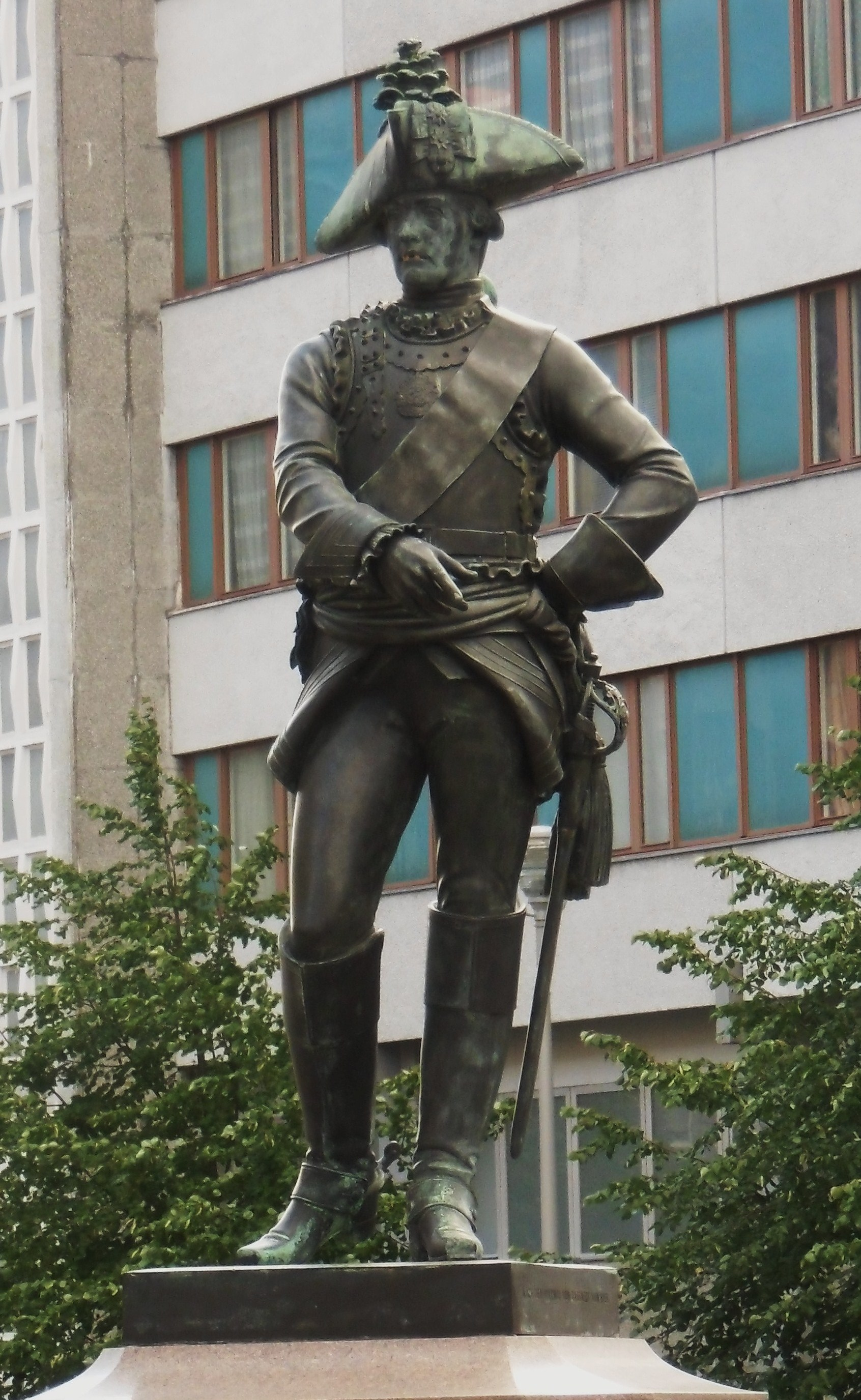
Памятник в Берлине

В 1763 году Фридрих Вильгельм фон Зейдлиц-Курцбах был назначен генерал-инспектором Силезской кавалерийской инспекции, фактически стал руководителем всей прусской конницы. В 1767 году произведён в генералы кавалерии.
Уделяя много внимания кавалерийской подготовке, Зейдлиц старался повысить мотивацию у подчинённых. Большое значение придавал личному примеру командиров. Требуя от своих солдат и офицеров жёсткой дисциплины, вместе с тем выступал против телесных наказаний. С его подачи прусские кавалеристы почти не знали жестоких наказаний, введённых в пехоте: унтер-офицеры не имели права бить солдат; этого права были лишены и младшие офицеры; лишь командир эскадрона в особых случаях мог назначить телесное наказание, притом не более 25 ударов. Благодаря Зейдлицу, на многие годы прусская кавалерия стала эталоном для всей Европы.
В 1760 году женился на Сусанне Иоганне Альбертине фон Хакке (1743—1804), дочери коменданта Берлина Ганса Кристофа Фридриха фон Хакке. В браке родилась дочь Вильгельмина, в замужестве фон Массов, а затем Монжинская.
Умер 8 ноября 1773 года в Олау и был похоронен в принадлежавшем ему поместье Зейдлицру (Минковский дворец), неподалёку от Олау.
В 1945 году при вступлении в Силезию Красной Армии мавзолей Зейдлица был разрушен, а тело осквернено советскими солдатами. Не спасло его даже то, что сородич Фридриха Вильгельма Вальтер фон Зейдлиц-Курцбах после пленения в 1943 году под Сталинградом перешел на сторону СССР, возглавил «Союз германских офицеров» и стал заместителем председателя Национального комитета «Свободная Германия». Нынешнее местонаходение останков неизвестно.
Потомков мужского пола не имел, поэтому земли и титул были унаследованы дальними родственниками. Среди их потомков наибольшую известность получил вышеупомянутый генерал вермахта Вальтер фон Зейдлиц-Курцбах.

## Награды
- Орден Чёрного орла (5 ноября 1757)
- Orden «Pour le Mérite» (20 июня 1757)

## Память
В 1780 году Зейдлицу был воздвигнут мраморный памятник в Берлине. В 1861 году мраморный памятник, ныне хранящийся в берлинском музее Боде, из опасений в его сохранности был заменён бронзовым. В 1950 году этот памятник на территории Восточного Берлина был снят по идеологическим соображениям как напоминание о «прусском милитаризме» и до сих пор пребывает в запасниках.